# Богданівська загальноосвітня школа (Павлоградський район)
Богданівський ліцей — навчальний заклад І-III ступенів акредитації у селі Богданівка, Павлоградського району Дніпропетровської області.

## Загальні дані
Богданівський ліцей розташований за адресою: 51464, Дніпропетровська обл., Павлоградський район, с. Богданівка, вул. Шевченка, 32-Г.
Директор закладу — Бондаренко Вікторія Олегівна.
Мова викладання — українська.
Профільна направленість: суспільно-гуманітарний, природничо-математичний.  
Школа бере участь в регіональних та міжнародних освітніх програмах: Модернізація сільської освіти Дніпропетровщини.
У школі 14 навчальних кабінетів. 

## Педагогічний колектив
Всі вчителі школи працюють за фаховою освітою. Із 26 педагогічних працівників з вищою освітою — 22, із середньою спеціальною освітою — 4 (вчителі початкових класів — 5, вчитель трудового навчання).
Педпрацівники  мають кваліфікаційні категорії:
вчитель вищої категорії — 8 педагогів, що становить 30,7 %;
спеціаліст І категорії — 8 педагогів, що становить 30,7 %;
спеціаліст II категорії — 4 педагогів, що становить 15,4 %;
спеціаліст — 6 педагогів, що становить 23,1 %;
вчитель-методист — 2 педагогів, що становить 7,6 %;
старший вчитель — 4 педагогів, що становить 15,4 %.